# Adolf Ellissen
Georg Anton Adolf Ellissen (Gartow, Lüneburg mellett, 1815. március 14. – Göttingen, 1872. november 5.) német irodalomtörténész, bizantinológus, politikus.

## Élete
Gerhard Ellissen orvos fia. Göttingenben 1846-tól az egyetemi könyvtár hivatalnoka volt. Sokat utazott, főleg Görögországban, melynek népét és irodalmát kitűnően ismerte. Az 1850-es években tevékeny részt vett a politikában, mint a szabadelvű eszmék lelkes követője. Tagja volt a frankfurti parlamentnek (1848), a hannoveri második kamarának (1864) és a porosz képviselőháznak (1866 után). Igen sokat és sokfélét írt, sokat fordított is a legkülönbözőbb nyelvekből. Legbecsesebb művei: Thee- und Asphodelos-Blüthen (1840, elszászi és újgörög költemények), Polyglotte der uropäischen Poesie (I. 1846), Der alte Ritter (1846., középkori görög költemény), Mich. Akominatos, Erzbischof von Athen (1846), Zur Geschichte Athens nach dem Verlust seiner Selbstsändigkeit (1848), Analekten zur mittel- und neugriechischen Litteratur (1855-62, 5 kötet), Voltaire als politischer Dichter (1852), Französische Thronfolger, eine retrospektive Betrachtung (1870) stb. Montesquieu és Voltaire válogatott műveit kitűnően fordította le németre. Fő érdeme, hogy a közép- és újgörög irodalom tanulmányát megindította. Életét és működését tárgyalja Karl Goedeke (1876).